# جون ته سو
جون ته سو (کره‌ای: 전태수؛ ۴ مارس ۱۹۸۴ – ۲۱ ژانویه ۲۰۱۸) بازیگر اهل کره جنوبی بود.